# Stanisław Gajewski (fotograf)
Trwa dyskusja nad usunięciem tego biogramu, kliknij i weź w niej udział.
Stanisław Gajewski (ur. 3 czerwca 1923 w Wożuczynie, zm. 7 września 1987 w Tarnobrzegu) – polski inżynier, wynalazca, żołnierz Batalionów Chłopskich, fotograf-amator, dokumentalista życia codziennego i krajobrazu Zamojszczyzny w czasie II wojny światowej.

## Życiorys
Urodził się w Wożuczynie jako syn Wojciecha i Karoliny Gajewskich. Mieszkał w przysiółku „Maciejówka”. Przed wojną uzyskał wykształcenie średnie niepełne.
W czasie okupacji niemieckiej działał w konspiracji pod pseudonimem „Fotograf”. Był żołnierzem Batalionów Chłopskich, a następnie 1 kompanii Państwowego Korpusu Bezpieczeństwa […] w obwodzie Tomaszów Lubelski, dowodzonej przez Franciszka Pomykałę ps. „Teczka”. Brał udział m.in. w rozbrojeniu werkschutzu w Cukrowni Wożuczyn (27 marca 1944) oraz w walkach z oddziałami UPA pod Posadowem, Steniatynem, Rzeczycą i Ulhówkiem.
Po wojnie był funkcjonariuszem Milicji Obywatelskiej na posterunku w Rachaniach oraz w Komendzie Powiatowej MO w Tomaszowie Lubelskim. Po odejściu ze służby ukończył studia na Politechnice Warszawskiej. Pracował jako inżynier w Hucie Stalowa Wola oraz w Zakładach Chemicznych „Siarkopol” w Machowie, gdzie zajmował stanowiska kierownicze. Był autorem trzech opatentowanych wynalazków i kilkunastu usprawnień technicznych.
Zmarł 7 września 1987 r. w Tarnobrzegu. Został pochowany na tamtejszym cmentarzu. Pozostawił żonę Jadwigę oraz dzieci: Jana, Andrzeja i Zofię.

## Fotografia
Od młodości pasjonował się fotografią. Najwięcej zdjęć wykonał w czasie okupacji niemieckiej, dokumentując życie codzienne mieszkańców Wożuczyna, okolicznych wsi oraz działalność ruchu oporu. Uwiecznił m.in. niezachowany pałac w Wożuczynie, kapliczkę w Michalowie, zakłady cukrowni Wożuczyn, prom na Tanwi, tory w Zwierzyńcu i „Piekiełko” koło Tomaszowa Lubelskiego. Część jego fotografii ma charakter reportażowy i dokumentacyjny – przedstawiają sceny bitewne, zniszczenia wojenne, życie przesiedleńców oraz partyzantów.
Gajewski był bliskim przyjacielem Feliksa Łukowskiego z Siemnic – również fotografa amatora. Wspólnie wykonywali zdjęcia, wymieniali się odbitkami i często wzajemnie się fotografowali. Część zdjęć znajdujących się w zbiorach Muzeum Zamojskiego jako prace Łukowskiego może być autorstwa Gajewskiego. Ich współpraca obejmowała również kontakty z Jerzym Lewczyńskim – artystą fotografikiem z Rachań.
Album rodzinny Stanisława Gajewskiego, zawierający fotografie z lat okupacji, stanowi cenne źródło ikonograficzne do badań nad historią Zamojszczyzny. Część zdjęć znajduje się w stałej ekspozycji Izby Regionalnej w Wożuczynie.

## Odznaczenia
- Krzyż Partyzancki
- Krzyż Batalionów Chłopskich (pośmiertnie)
- Krzyż Kawalerski Orderu Odrodzenia Polski